# Phylloscopus davisoni
Phylloscopus davisoni е вид птица от семейство Phylloscopidae.

## Разпространение
Видът е разпространен във Виетнам, Китай, Лаос, Мианмар и Тайланд.